# Дугин, Александр Гельевич
Алекса́ндр Ге́льевич Ду́гин (род. 7 января 1962, Москва) — советский и российский философ, политолог, социолог, переводчик, общественный деятель и пропагандист. Кандидат философских наук, доктор политических наук, доктор социологических наук. Профессор, в 2009—2014 годах — и. о. заведующего кафедрой социологии международных отношений социологического факультета МГУ им. М. В. Ломоносова. Директор Высшей политической школы имени Ивана Ильина при РГГУ.
Взгляды Дугина оцениваются рядом исследователей как фашистские. Сам философ всегда отрицал эти обвинения, причисляя себя к собственной «четвёртой политической теории», которая, по его мнению, должна быть следующим шагом в развитии политики после первых трёх: либерализма, социализма и фашизма. Политическая деятельность Дугина направлена на создание евразийской сверхдержавы через интеграцию России с бывшими советскими республиками в новый Евразийский союз (ЕАС). Дугин долгое время призывал к убийству украинцев, ко вторжению в Украину и её аннексии.
Лидер Международного евразийского движения. Почётный профессор Евразийского национального университета имени Л. Н. Гумилёва и Тегеранского университета. Приглашённый профессор Южного федерального университета, старший научный сотрудник Фуданьского университета (Шанхай).
В 2014 году американское издание Foreign Policy включило Дугина в топ-100 «глобальных мыслителей» современного мира в категории «агитаторы».
С 2014 года внесён в санкционный список Евросоюза, а с 2015 года внесён в санкционные списки США, Канады и ряда других стран.

## Биография
Родился 7 января 1962 года в Москве.
Отец — Гелий Александрович Дугин (1935—1998) — кандидат юридических наук, генерал-лейтенант Главного разведывательного управления Генштаба Вооружённых сил СССР, работал в Российской таможенной академии, мать — Галина Викторовна Дугина (Онуфриенко) (1937—2000) — врач, кандидат медицинских наук. Проживала в Москве. По его собственному утверждению, является потомком Саввы Ивановича Дугина (ок. 1695—1732) — воронежского священника, автора ряда сочинений с пророчествами и предложениями о реформах, в числе которых были восстановление патриаршества и наделение протопопов властью контролировать деятельность воевод, арестованного в 1731 году и затем казнённого.
В 1979 году поступил в Московский авиационный институт (МАИ), однако был отчислен со второго курса (впоследствии, при защите диссертации, представил в Учёный совет РГУ диплом об окончании заочного отделения Новочеркасского инженерно-мелиоративного института).
В 1980 году, в 18 лет, вступил в кружок «Чёрный орден SS», который создал и возглавил (в качестве «рейхсфюрера») мистик, один из первых русских «новых правых» Евгений Головин; считает себя учеником Головина. В те же годы известен как исполнитель песен собственного сочинения под псевдонимом «Ганс Зиверс» (альбом «Кровавый навет»).
По некоторым утверждениям, вместе с Гейдаром Джемалем и Евгением Головиным входил в так называемый «Южинский кружок» — круг общения, сформировавшийся в Южинском переулке в Москве в квартире писателя Юрия Мамлеева, где проходили его собрания. Изначально участники кружка интересовались преимущественно эзотерическим мистицизмом, но постепенно их идеи все больше сближались с идеями европейских ультраправых, таким образом Южинский кружок стал одним из важных источников развития фашизма в постсоветской России
Однако сам Дугин утверждает что кружок распался и прекратил существование к тому времени, когда он только пошёл в школу. При этом он заявил, что сочинения Мамлеева были для него «источником колоссального метафизического вдохновения», они по сути перевернули его жизнь и восприятие.
Вместе с Гейдаром Джемалем Дугин вступил в 1988 году в Национально-патриотический фронт «Память» Дмитрия Васильева, но затем был лишён членства в этой организации по официальной формулировке за то, что «контактировал и контактирует с представителями эмигрантских диссидентских кругов оккультистско-сатанинского толка, в частности, с неким писателем Мамлеевым».
Дугин вспоминал, как во время Августовского путча он выглянул в окно и увидел противников ГКЧП, которые устремились по Арбату к «Белому дому»: «При виде этой толпы я понял: они как свиньи бросятся с утеса, как в евангельской притче. Я понял, что я впервые за Советский Союз, в тот самый миг, когда он погибал, я полюбил его».
В период с 1990 по 1992 год работал с рассекреченными архивами КГБ, на основе материалов которых подготовил ряд газетных, журнальных статей, книг и телепередачу «Тайны века», транслировавшуюся на Первом канале.
- С 1988 по 1991 год — главный редактор издательского центра «ЭОН».
- С 1990 года — главный редактор альманаха «Милый ангел»[35].
- С 1991 года — главный редактор журнала «Элементы»[36], председатель Историко-религиозной ассоциации «Арктогея».
- В 1992 году публикует книгу «Конспирология», в которой вводит термин «конспирология» в российский обиход[37].
- С 1993 по 1995 год — колумнист газеты «Новый взгляд»[38][39].
- С 1993 по апрель 1998 года — идеолог и один из лидеров НБП. По словам Эдуарда Лимонова, вышел из НБП из-за того, что обвинил четырёх национал-большевиков в краже у него 248 рублей[40]. По оценке же самого Дугина, разрыв произошёл из-за идеологических разногласий, в частности из-за отсутствия у Лимонова чётко выраженной политической позиции[41].
- В 1994 году — французский журнал «Актюэль» (М43/44/45, лето 1994) называет А. Дугина «наиболее влиятельным мыслителем посткоммунистической эпохи».
- С 1996 по 1997 год — автор и ведущий радиопрограммы «Finis mundi» (Радио 101-FM).
- 1997 год — публикация важнейшей[42] работы Дугина «Основы геополитики», которая использовалась затем в качестве учебника в академии Генерального штаба[43].
- С 1997 по 1999 год — автор и ведущий программы «Геополитическое обозрение» (радио «Свободная Россия»).
- С 1998 по 2003 год — советник Председателя Государственной Думы РФ Геннадия Николаевича Селезнёва.
- В 1999 году — окончание заочного отделения НГМА (бывш. НИМИ).
- В 2000 году — читает курс «Философия политики» в Международном независимом эколого-политологическом университете.
- С 2000 года — председатель Политического совета (лидер) Общероссийского общественно-политического движения «Евразия». Преподавание курса «Философия политики» в Международном эколого-политологическом университете. Почётный член «Экономико-философского собрания» при Центре общественных связей МГУ.
- С 2002 по ноябрь 2003 года — председатель политического совета партии «Евразия». В ноябре 2003 года был исключён из партии в результате конфликта с председателем исполкома партии Петром Сусловым.
- С 2003 по 2004 год — колумнист журнала «Сельская молодёжь»[44]. В «Литературной газете» ведёт авторскую рубрику «Ацефал»[45].
- С ноября 2003 года — лидер Международного евразийского движения. Присвоение звания почётного профессора Евразийского национального университета имени Л. Н. Гумилёва.
- В сентябре 2004 года — посещение Франции для участия в международной конференции «Евразийство и неоевразийство, две идеологии русской Империи в XX в.» под председательством директора Центра Евразийских исследований университета г. Рен профессора Мишеля Грабара[46].
- В декабре 2004 года — прибытие в Турцию для участия в «Евразийском симпозиуме», проходившем в Университете Гази. Выступления в «Американском университете Гирне» Северного Кипра и Стамбульском университете[47].
- В 2005 году — выступление с лекцией в США по приглашению Института Хопкинса. Встреча с Збигневом Бжезинским в Вашингтоне.
- В мае 2005 года награждён благодарственной грамотой Управляющего делами Московской патриархии[48].
- В августе 2005 года — официальный визит в Иран. Выступление в Тегеранском институте стратегических исследований[49].
- С 2005 по 2006 год — колумнист журнала Rolling Stone[50]. Ведущий геополитической программы «Вехи» на телеканале «Спас».
- С 2007 года — член совета Всемирного русского народного собора.
- С 2007 по 2008 год — ведущий радиопередачи «Русская вещь»[51] на радио РСН.
- В марте 2008 года — встреча в Белграде с премьер-министром Сербии Воиславом Коштуницей[52].
- С сентября 2008 года — профессор Московского государственного университета имени М. В. Ломоносова, директор Центра консервативных исследований при социологическом факультете МГУ.
- С сентября 2009 года по июнь 2014 года — и. о. заведующего кафедрой социологии международных отношений социологического факультета МГУ им. М. В. Ломоносова[53].
- В июне 2013 — визит в Молдавию. Выступление в Народном университете г. Кишинёва[54].
- В 2014 году — внесён в санкционный список Евросоюза[10].
- В 2015 году — внесён в санкционный список США и Канады.
- В марте 2016 года — способствовал налаживанию российско-турецких отношений после сбития российского бомбардировщика Су-24 в ноябре 2015[55][56].
- С 2016 по 2017 год — главный редактор телеканала «Царьград ТВ»[57].
- С 27 августа 2023 года — директор Высшей политической школы имени Ивана Ильина при РГГУ[58].
- С ноября 2024 года — ведущий еженедельной радиопередачи «Эскалация Александра Дугина» на Радио Sputnik.

### Семья
Был женат на Евгении Дебрянской, писательнице и активистке ЛГБТ-движения. В настоящий момент женат на Наталии Мелентьевой — философе, кандидате философских наук, публицисте, директоре издательства «Арктогея», преподавателе философии в МГУ.
Сын (от первого брака): Артур (в крещении Димитрий) Александрович Дугин (творческий псевдоним — Дмитрий Хворостов), 1985 года рождения, окончил Московский государственный лингвистический университет, современный художник и куратор, работает в Центре Вознесенского. В прошлом — активист Евразийского союза молодёжи.
Дочь Дарья Александровна Дугина (15 декабря 1992 — 20 августа 2022), окончила философский факультет МГУ, политический обозреватель Международного евразийского движения, музыкант. Погибла вечером 20 августа 2022 года в результате террористического акта близ посёлка Большие Вязёмы в Подмосковье. По имеющимся сведениям, Дугин с дочерью планировали возвращаться в Москву вместе, но в последний момент планы изменились, и Дугин поехал отдельно.

## Идейные взгляды

### Формирование взглядов

#### Советский период
В 1980-е годы Александр Дугин придерживался радикально антисоветских и антикоммунистических взглядов.
По словам самого Дугина, он водил своего маленького сына «плевать на памятники Ильичу», о чём впоследствии сожалел.
В этот период Дугин увлекался философией Фридриха Ницше, трудами Мирчи Элиаде, идеями европейских «новых правых», теоретиков «консервативной революции» межвоенного периода, теоретиками геополитики (Карл Хаусхофер, Фридрих Ратцель, Карл Шмитт), а также такими авторами, как Рене Генон, Юлиус Эвола, Герман Вирт.
В 1988 году вступил в общество «Память».

#### С 1990 года
Перестройка и разрушение Советского Союза изменили отношение Дугина к советскому строю и коммунизму. Он трактует поражение СССР в «холодной войне» с точки зрения геополитики — как победу «цивилизации моря» над «цивилизацией суши». Дугин обращается к марксизму, национал-большевизму (Николай Устрялов, Эрнст Никиш), метафизике коммунизма (Николай Клюев, Андрей Платонов), евразийству (Николай Трубецкой, Пётр Савицкий, Николай Алексеев, Лев Гумилёв), новым левым (Ги Дебор, Жан Бодрийяр). В октябре 1993 года Александр Дугин принял участие в обороне Верховного Совета России, а поражение парламента воспринял как личную трагедию. Вскоре после этого вместе с Эдуардом Лимоновым и Егором Летовым Дугин создал Национал-большевистскую партию (НБП), находившуюся в непримиримой оппозиции к тогдашнему президенту Борису Ельцину и отличавшуюся в тот период радикальным антилиберализмом и антиамериканизмом.
В начале 1995 года Дугин знакомится с Сергеем Курёхиным, позже тот вступает в НБП (партийный билет № 418). В марте 1995 года Курёхин, Лимонов, Дугин и Тимур Новиков дали пресс-конференцию в рок-клубе в Санкт-Петербурге, где Курёхин заявил, что единственной актуальной формой искусства сейчас стала политика, и именно ею он теперь будет заниматься.
Когда я изложил Курёхину идеи политики, проистекающие из метафизики, из традиции, в которых либерализму и западничеству не было места, он с огромным удовольствием это принял.А. Дугин, из книги Александра Кушнира «Сергей Курёхин. Безумная механика русского рока», 2013
Он организовал работу городского штаба НБП, сам снял для него подвал, много публиковался. По предложению Курёхина Дугин выдвинулся по 210 одномандатному округу на выборах в Государственную думу, прошедших в декабре того же года. В поддержку Дугина Курёхин 23 сентября устроил последний, как это потом стало ясно, концерт «Поп-механики», который получил название «Поп-механика № 418» — число 418 было взято из эзотерического учения Алистера Кроули. В концерте участвовали и сами Лимонов и Дугин, на французском и русском читавший отрывки из Кроули. Избирательная кампания тем не менее окончилась провалом, Дугин в своём округе получил 0,85 % голосов избирателей, заняв тем самым 14 место (из 17) от всех кандидатов в этом округе. После смерти Курёхина в 1996 году, Дугин посвящает ему эссе «418 масок субъекта» в Независимой газете и эссе «Город Курёхин» в газете Лимонка. Позже музыка Курёхина нередко использовалась в радиопередаче «Русская Вещь».
Интерес к русскому православию и старообрядчеству привёл Александра Дугина к убеждению в правоте единоверия — сохранения и возрождения дораскольных традиций русского православия в лоне Русской православной церкви. В этот период Дугин стал прихожанином одного из единоверческих приходов Русской православной церкви. Весной 1998 года произошёл разрыв Александра Дугина с Лимоновым и НБП. В 1998 году Дугин стал советником Председателя Государственной Думы Геннадия Селезнёва, а в 1999 году возглавил Центр геополитических экспертиз Экспертно-консультативного Совета по проблемам национальной безопасности при Председателе Государственной Думы. В тот же период Александр Дугин начал[прояснить] читать лекции по геополитике в Генеральном штабе России. С приходом к власти Владимира Путина начался новый период в политической деятельности Александра Дугина — из радикальной оппозиции он перешёл на позиции лояльного отношения к действующей власти.

#### С 2000 года
В 2000 г. в Ростове-на-Дону Дугин защитил кандидатскую диссертацию по философии на тему «Эволюция парадигмальных оснований науки (философско-методологический анализ)».
С начала 2000-х годов отстаивает идеи евразийства и консерватизма, предлагая их в качестве идеологической платформы российской власти, которую он упрекает в отсутствии какой-либо идеологии.
С середины 2000-х в деятельности ЕСМ и Дугина принимают участие самые разные музыканты.
В феврале 2005 года в Москве, на пресс-конференции в РИА Новости, совместно с Алексеем Арестовичем, Валерием Коровиным и Дмитрием Корчинским, презентовал создание Евразийского антиоранжевого фронта.
На Втором съезде Евразийского Союза Молодёжи 26 апреля 2006 года выступают как фолк-музыканты, — узбекский ансамбль народных инструментов (под руководством Рахмани), ансамбль арабских танцев «Садам», Намгар Лхасаранова, Чейнеш Байтушкина, еврейский фольклорный ансамбль «АВИВ», Шончалай Шалгынова-Ховэней, так и «Рада и Терновник», «Граф Хортица», «Кооператив Ништяк», «Север» и «Николай Коперник». Проходит музыкальный фестиваль «Русская Вещь». В передачу «Мобилизация» на телеканале О2ТВ приглашаются Псой Короленко, «Кооператив Ништяк» и «Николай Коперник». Один из выпусков радиопередачи «Русская Вещь» целиком посвящается Егору Летову. На презентации книги «Поп-культура и знаки времени» выступают группы «Зазеркалье» и «Церковь Детства». Рецензии на книгу пишут Валерий Посиделов и Илья Кормильцев. На сайте онлайн-телевидения Russia.ru публикуется видео «Город Курёхина».
По мере стабилизации политической ситуации в стране Дугин всё больше обращается к научной сфере. В 2004 г. в Ростове-на-Дону он защитил диссертацию на соискание степени доктора политических наук на тему «Трансформация политических институтов и структур в процессе модернизации традиционных обществ».
Весной 2006 года читал на Философском факультете МГУ им. М. В. Ломоносова[уточнить] курс лекций «Постфилософия», который в 2009 году издан отдельной книгой. В нём Дугин подвергает разбору основные философские понятия, рассматривая их в рамках трёх исторических парадигм: премодерн—модерн—Постмодерн. В 2007 году Дугин читал цикл лекций о философии Мартина Хайдеггера, итогом которого становится применение Дугиным методологии Хайдеггера к истории России, обобщённое в лекции о «русском хайдеггерианстве».
В декабре 2007 года Дугин читал лекцию о «четвёртой политической теории», которую он противопоставляет трём идеологиям XX века — либерализму, коммунизму и фашизму. В ноябре 2008 года на социологическом факультете МГУ Дугин организовал международную конференцию с участием французского философа, одного из лидеров движения «новых правых» Алена де Бенуа, посвящённую «четвёртой политической теории», а в декабре того же года на соцфаке МГУ прошёл молодёжный интеллектуальный конгресс на ту же тему.
В феврале 2008 года Дугин опубликовал работу «Археомодерн», в которой высказал мысль о том, что парадигма модерна, зародившаяся в Западной Европе, не смогла прочно закрепиться на российской почве даже в среде властной, экономической и культурной элиты, в то время как подавляющее большинство российского общества находится в архаичной парадигме премодерна. Ситуацию такого конфликта Дугин назвал «археомодерном»:
Мы должны сказать, что то, что мы сейчас имеем — это нехорошо, это очень и очень плохо, и более того, дальнейшее поддержание status quo чудовищно, поскольку лишь блокирует настоящее выздоровление. Когда мы вопреки очевидности говорим, что «этот человек здоров», а он болен, мы лишаем его последнего шанса на реальное излечение.
С сентября 2008 года Дугин становится профессором МГУ им. М. В. Ломоносова и возглавляет Центр консервативных исследований — общероссийскую социологическую организацию, ставящую своей целью развитие и становление консервативной идеологии в России с опорой на научные кадры. В 2009—2014 годы Дугин читает на соцфаке МГУ курсы лекций по «структурной социологии», этносоциологии, социологии геополитики, социологии международных отношений. После интервью донецкому агентству Anna-News, в котором он призвал «убивать, убивать и убивать» тех, кто допускает «зверства на Украине», и последующей медиа-кампании Дугин был уволен из МГУ. Причиной случившегося он посчитал личное решение ректора МГУ Виктора Садовничего и влияние «лунарного Путина».
В 2011 г. в Южном федеральном университете защитил диссертацию на соискание степени доктора социологических наук на тему «Трансформация социальной структуры общества в контексте социологии воображения».
В течение 2000-х годов Дугин регулярно выступает в прессе. Статьи в Rolling Stone и других журналах.
С 2016 по 2017 год являлся главным редактором телеканала «Царьград ТВ».
28 июля 2020 года был заблокирован youtube канал Александра Дугина, а также его аккаунт электронной почты. Предполагаемой причиной блокировки канала стал намеченный на 1 августа 2020 онлайн-конгресс по «четвёртой политической теории».

### Основные идейные позиции
В 1990-х был идеологом национал-большевизма, с начала 2000-х годов Дугин отстаивает идеи евразийства и консерватизма. Идеолог «четвёртой политической теории», которую он противопоставляет трём идеологиям XX века — либерализму, коммунизму и фашизму.
Является сторонником византийского идеала симфонии властей — альянса духовной и светской власти.

#### Политический строй
Своё отношение к демократии Дугин обозначил в своей статье, опубликованной в журнале «Однако» в конце 2011 года.

Следует напомнить, демократия не само собой разумеющийся концепт. Демократия может быть как принята, так и отвергнута, как установлена, так и снесена. Существовали прекрасные общества без демократии и омерзительные — с демократией. Но бывало и наоборот. Демократия — человеческий проект, конструкт, план, а не судьба. Она может быть отвергнута или принята. Значит, она нуждается в обосновании, в апологии. Если не будет апологии демократии, она утратит смысл. Недемократическая форма правления не должна заведомо браться как худшая. Формула «меньшее из зол» — пропагандистская уловка. Демократия не меньшее из зол… Может быть, она вообще не зло, а может быть, и зло. Всё требует переосмысления.

#### Неоевразийство
Дугин является основоположником неоевразийства. Несмотря на название эта доктрина сильно отличается от евразийства 20-30-х годов XX века, представляя собой локальную разновидность идеологии европейских «новых правых», которую, в свою очередь, специалисты интерпретируют как форму фашизма. Хотя идея этнического русского государства отвергается и наоборот ставится задача сохранения этнического разнообразия, русский этнос считается «наиболее приоритетным евразийским этносом», который должен исполнить цивилизационную миссию формирования Евразийской империи, которая займет весь континент. Главной угрозой объявляется США и в целом «англо-саксонский мир». Наиболее предпочтительной формой правления заявляется диктатура и тоталитарное устройство государства с полным идеологическим контролем над обществом.
В работе «Евразийский Путь как национальная идея» Дугин пишет:

Разные исторические и философские школы спорят о том, кто является, в последнем счёте, субъектом истории. Этот вопрос остаётся открытым. Но когда мы говорим о стране, об исторической общности, о культуре, о форме специфической цивилизации, мы подразумеваем, что субъектом истории, который мы рассматриваем, является «народ». Типы государственности, хозяйственные механизмы, культурные модели, идеологические надстройки меняются, сменяют друг друга и поколения. Но нечто остаётся постоянным сквозь все эти трансформации. Эта постоянная величина, живая в течение долгих веков и на обширных пространствах, и есть народ. Говоря и думая о России, мы думаем не столько о государстве, сколько о той внутренней жизни Государства, которой является народ. Государство — лишь форма, народ — содержание.

#### Союзники и оппоненты
По мнению Дугина, российская политическая элита неоднородна и пронизана шпионскими сетями западных стран, которые саботируют позитивные начинания высшего руководства. Главными своими оппонентами Дугин считает либералов-западников и радикальных националистов, пропагандирующих ксенофобию, обвиняя тех и других в подыгрывании интересам конкурентов России.

#### Украина
По мнению немецкого политолога Андреаса Умланда, у Дугина есть чёткая идея о «несуществовании Украины», которую он излагал в своих «Основах геополитики» с конца 1990-х годов.
С 2012 года Дугин регулярно призывал к вторжению на Украину. Как пишет историк Тарас Кузьо, Дугин был против существования Украины как независимого государства, и имел влияние на пророссийские протесты в восточных городах Украины в 2014 году.
5 июня 2007 года Александра Дугина, направляющегося на международный фестиваль «Великое русское слово», организованный Русской общиной Крыма, депортировали с Украины по идеологическим причинам (индекс «Д»). В ответ российской стороной из Санкт-Петербурга был депортирован советник президента Украины Николай Жулинский.
В конце июня 2014 года появились сообщения о том, что Дугин, работавший в университете на внебюджетной ставке профессора, уволен из МГУ по решению ректора В. Садовничего по формальным основаниям. В пресс-службе учебного заведения пояснили, что его срочный трудовой договор действует до 1 сентября 2014 года, и в это время Дугин исполняет обязанности заведующего кафедрой социологии международных отношений. Варианты развития событий после 1 сентября пока не обсуждались. Сам Дугин объяснил решение ректората происками «киевских нацистов», российских либералов и противников патриотизма из окружения президента, а также невмешательством «лунарного» Владимира Путина.
В августе 2015 года к ввозу на территорию Украины были запрещены книги А. Дугина «Украина. Моя война. Геополитический дневник» (2015) и «Евразийский реванш России» (2014).

## Религиозные взгляды
Сторонник старообрядчества в форме единоверия — сохранения и возрождения дораскольных традиций русского православия в лоне Русской православной церкви. Является прихожанином одного из единоверческих приходов Русской православной церкви.
Является активным сторонником экклезиологических идей византизма, включающих в себя:
- византийский идеал симфонии властей — альянса духовной и светской власти[87];
- религиозно-историософские и политические идеи о Москве как Третьем Риме;
- представление о Тысячелетнем царстве как времени существования Византийской империи;
- представление о России как о катехоне (удерживающей силе, препятствующей приходу Антихриста), пришедшему на смену Византии.

## Влияние
По результатам опроса, проведённого в 2009 году сайтом Openspace, в котором было отдано более 40 тысяч голосов, Дугин занял 36-е место среди самых влиятельных интеллектуалов России.

### Отношения с руководством РФ
С 1998 года был советником Председателя Государственной Думы Геннадия Селезнёва, а с 1999 года — председателем секции Центр геополитических экспертиз Экспертно-консультативного Совета по проблемам национальной безопасности при Председателе Государственной Думы. С марта 2012 года — член Экспертно-консультативного совета при председателе Государственной думы России С. Е. Нарышкине.
Юсси Бекман отмечает, что хотя западная пресса часто называет Дугина «серым кардиналом путинизма», а его книгу о геополитике — планом путинской внешней политики, на самом деле Дугин, согласно его интервью 2014 года, с Путиным даже не знаком, увольнение из университета показывает отсутствие покровительства со стороны властей. Кроме того Бекман указывает, что идеи Дугина несомненно перекликаются с мыслями современной российской политической элиты, но с точки зрения власти он как максимум — один из неофициальных идеологических атташе, при этом его прошлое, как и сложность его теоретических построений, являются обузой.
Сергей Доренко в своём романе писал о наличии тесных связей Дугина с «силовиками» в политической элите России и особенно с Игорем Сечиным, тогда как сам Дугин относит Сечина и всех трёх Ивановых (наряду с Козаком) к тем, кто «готов принять евразийскую политическую модель».

### Политические взгляды
Антон Шеховцов (бывший член ЕСМ) и Андреас Умланд считают, что взгляды Дугина близки к фашизму. Однако такое мнение разделяют не все, например, исследователь Энтони Джеймс Грегор, считает, что попытки отнести взгляды Дугина к фашизму не учитывают многообразия концептуальных построений Дугина: «Если мы рассмотрим, как предлагает Умланд, принятие Дугиным [различных взглядов] как подтверждение его политической идеологии, тогда он должен быть не только фашистом, но и большевиком, — а также мистиком, оккультистом, суфием, самураем, „неоевразийцем“, „новым социалистом“ и „консервативным революционером“».
Сам Дугин называет предлагаемую им политическую систему «Четвёртой политической теорией», которая преодолеет существующие — левые (социализм и коммунизм), правые (национализм и фашизм) и либерализм.
В начале 1990-х годов Вальтер Лакер утверждал, что воззрения Дугина характеризуются иррационализмом, антисемитизмом, нетерпимостью к социализму и конспирологическим взглядом на историю, выходя за рамки традиционного русского национализма и сближаясь с европейским ультраконсерватизмом. Впоследствии Лакер писал, что Дугин пытался на протяжении многих лет представлять синтетически новую идеологию, смесь некоторых наиболее постыдных западных элементов (итальянский неофашизм в стиле Юлиуса Эволы, «Новые правые» Алена де Бенуа во Франции и неонацистская геополитика), а позже понял необходимость некоторых конкретных русских элементов и принял обновлённый вариант евразийства. Американский политолог Стивен Шенфилд в работе «Русский фашизм» утверждал, что «ключевой для политических воззрений Дугина является классическая концепция „консервативной революции“, направленной на ниспровержение пост-просвещенческого мироустройства и установление нового порядка, в котором должны быть возрождены героические ценности почти забытой „Традиции“. Именно приверженность данной концепции позволяет чётко идентифицировать Дугина как фашиста». По мнению Умланда, формулировки ряда текстов Дугина, особенно ранних, близки идеям НСДАП, вплоть до прямого заимствования терминологии и стилистики нацистов. Так, в книге «Гиперборейская теория» Дугин писал: «Этой книгой мы кладём начало ариософии в русско-язычном контексте»; по словам Дугина,
…арий, в сущности, определяется не столько биологией, сколько той метафизической миссией, отражением которой во плоти является сама его биология. Арийская раса Субъекта — это раса нордических воинов-священников.
 По словам Умланда, Дугин утверждал, что находит «интересным» ранний нацизм, и в 2006 году выставлял в качестве примера для подражания лидеров левого крыла нацистской партии Отто и Грегора Штрассеров.
Сам Дугин на вопрос о его интересе к фашизму отвечал:
Я исследовал разные идеологии. Несмотря на то, что я дико не люблю либерализм, у меня есть очень корректные исследования любых идеологий: я описываю и Поппера, и Хайека.А. Дугин, программа «Пиджаки» на радио Говорит Москва, 16.03.2015
В 2015 году Гленн Бек в авторской телепередаче на Blaze TV высказал мнение, что идеи Дугина «по-настоящему страшные, потому что они теперь в игре — не только для народов России, но и для всей цивилизации», и поэтому «мир находится в реальной опасности». В свою очередь, Дугин отметил: «В начале года американский политический комментатор Глен Бек, сравнимый по известности с Дмитрием Киселёвым в России, назвал меня „самым опасным человеком в мире“. Это, конечно, смешно, но хорошо показывает степень истерики вокруг моей персоны на Западе».
Наблюдатели отмечают близость взглядов Дугина к традиционализму. Именно этим объясняют его позитивное отношение к суфизму и иранской теократии. В 2018 году Дугин встречался с известным американским представителем альтернативных правых Стивеном Бенноном; по сведениям американского профессора Б. Тейтельбаума беседа продолжалась 8 часов.

## Санкции
Из-за аннексии Крыма и войны в Донбассе Александр Дугин был включён в санкционный список США.
В июне того же года канадские власти ввели ограничительные меры в отношении лидеров Евразийского союза молодёжи — Александра Дугина, Павла Канищева и Андрея Коваленко.
6 октября 2022 года, на фоне вторжения России на Украину, Дугин был внесён в санкционный список всех стран Евросоюза за «призывы к военному вторжению на восток Украины» и «поддержку пророссийского сепаратистского движения». Евросоюз отмечает что Дугин «идеологически и теологически оправдывал аннексию Крыма и агрессивную войну России против Украины», кроме того Дугин «продвигал концепцию Русского мира, связанную с экспансивным реваншистским национализмом путинской эпохи, влекущим за собой идею исторической родины, защищающей подданных Русского мира».
В середине октября 2022 года Дугин был внесён в санкционный список Украины и Швейцарии. 12 декабря 2022 года Дугин был внесён в санкционный список Новой Зеландии. С 27 января 2023 года под санкциями Японии. 24 февраля 2023 года включён в санкционный список Австралии и Новой Зеландии.

## Оценки деятельности
Взгляды Дугина периодически рассматривались как противоречивые и переменчивые:
- В частности, по словам философа Тимура Полянникова:

…многие специалисты, бравшиеся за исследование дугинских теорий, приходили к выводу, что искать в них какое-либо единство или внутреннюю логику попросту бессмысленно — слишком пестр и противоречив набор идеологий, которые Дугин транслировал в разное время на разные аудитории (как сказал Лимонов, «чего спрашивать с Дугина, он же сказочник». Более того, кое-кто полагает, что вообще все дугинское мифотворчество можно понять, только исходя из колебаний внешнеполитической конъюнктуры.

- Геополитик Алан Инграм (англ. Alan Ingram) утверждает, что сочинения Дугина характеризуются «противоречиями и путаницей, которые несколько затрудняют их интерпретацию и обобщение»[131].
- Специалист по евразийству Парадорн Рангсимапорн (англ. Paradorn Rangsimaporn) характеризует Дугина как «политического хамелеона, представления которого приспосабливаются к окружающей среде»[132].
- Историк и литературный критик Сергей Беляков также рассматривал идеологию Дугина скорее как «фальсификацию евразийства»[103].
- Колумнист BBC Григор Атанесян заявил, что у Дугина никогда не было единой политической доктрины, а его учение — постмодернистский проект, составленный из оккультизма, конспирологии, эзотерики, неофашизма, советской подпольной культуры, идей новых правых и новых левых[103].

В то же время многими исследователями взгляды Дугина оцениваются как в целом фашистские.
Например, Антон Шеховцов, украинский политолог, считает социополитическую доктрину Дугина по-своему крайне последовательной, ввиду того, что в контексте фашизма различные — даже внешне противоречащие друг другу — идеи целеустремленно интерпретируются в духе определённого фашистского ядра, по принципу «цель оправдывает средства», и взаимное противоречие идей не имеет значения, если они подтверждают выгодный автору тезис.
Протодиакон Андрей Кураев считает, что во взглядах Дугина присутствует оккультизм. Дугин, как пишет Кураев, «…опаснее любой Блаватской (потому что умнее и образованнее). Как и у Блаватской, это попытка переварить Православие в каббалистику. Достаточно вспомнить его статью „Мессианство Каббалы“. Неприкрытая апология террора, жажда превратить Православие в революционно-террористическую идеологию также не вызывают желания сближаться с этим человеком. Ну зачем притворяться „старовером“ — и при этом рекламировать наркоту?»
К 2022 году западные СМИ начали периодически называть Дугина «мозгом» Кремля, а его идеологию — доктриной российской власти; однако, по мнению историка Торбакова, его реальная близость к власти приходилась лишь на 2 периода — с конца 1990-х по начало 2000-х (когда он занимал должность советника председателя Государственной Думы Геннадия Селезнева) и с 2004 года (после Оранжевой революции в Киеве) до 2014 года, когда на фоне аннексии Крыма и начала войны на Донбассе его позиция оказалась излишне радикальной. Подобную оценку давала в 2017 году журналист и писатель Мария Гессен: по её мнению, хоть Путин и применял в своей доктрине риторику Дугина, но после того, как его риторические инструменты были использованы, они были отброшены за ненадобностью до следующего идеологического всплеска. Антон Шеховцов назвал Дугина «заложником собственного имиджа» — по его мнению, Дугин пытался уверить всех (и в основном международную аудиторию) в том, что он является человеком, который влияет на политику Кремля.
Положительно Дугина оценивают, в основном, либо в роли писателя-интеллектуала:
- Его друг[103] писатель и публицист Александр Проханов называет Дугина «выдающимся русским человеком» и характеризует его как звезду, «встающую на нашем небосклоне», а также как одного из «ярчайших идеологов наших дней»: «Во многом ему нет равных. Он проходит огромные исторические пласты, воскрешает прежние архетипы. Дугин совмещает русские традиции и модернистский авангард. Думаю, что его евразийский пафос обладает такой притягательностью, что будет собирать толпы поклонников и последователей»[11].

В то же время музыкант, перформансист, филолог и журналист Псой Короленко рассматривал Дугина с позиций дискуссионного интереса:

Свободное и заинтересованное отношение к творчеству Дугина всегда представлялось мне индикатором интеллектуальной открытости, доверия к разным дискурсам. Диалог и полемика с Дугиным возможны и необходимы, но закрытое, высокомерное или предвзятое отношение к нему так же достойны сожаления, как та инерция и агрессия, которая мешает многим из нас услышать ту Музыку, о которой сегодня Дугин пишет.

Биофизик Борис Режабек, анализируя защиту Дугиным диссертации, которая прошла 20 декабря 2000 г. в Ростовском государственном университете и называлась «Эволюция парадигмальных оснований науки (Философско-методологический анализ)» приводит примеры анекдотических, по его мнению, ошибок в школьном курсе физики, которые он увидел в диссертации. Также, по мнению Бориса Режабека, она содержит абсурдные высказывания в области философии: «так, Лейбниц и Ньютон для него — „полупрофаны“, поскольку не до конца посвящены в идеи розенкрейцеров; Архимед и Евклид с Пифагором виноваты в том, что человечество научилось мыслить не только в категориях власти и подчинения; к тому же, по Дугину, критерии науки „ясно связаны с англо-саксонским ареалом, в первую очередь с Англией“, а это уже, считает Борис Режабек, „очевидно пахнет зловредным влиянием атлантистов. О том, что наука Европы начиналась прежде всего в Академиях Италии, он как бы и не подозревает“». Присуждение Дугину учёной степени Борис Режабек называет «фарсом». Некоторые тексты Дугина подвергались анализу с позиций психопатологии

## Упоминания в массовой культуре
- «Русский ураган» (1999) — в романе Александра Сегеня описан председатель Белогвардейско-большевистской партии Александр Иванович Вздугин по прозвищу Сашара, взгляды которого охарактеризованы как «смесь нигилизма с фашизмом[источник не указан 236 дней]».
- «П5: Прощальные песни политических пигмеев Пиндостана» — в сборнике новелл Виктора Пелевина (2008) в качестве персонажа по имени Дупин[148].
- «Generation П» (2011) — художественный фильм Виктора Гинзбурга. Иван Охлобыстин играет роль бородатого националиста, напоминающего А. Дугина[149].
- «Paradogma» (2018) — документальный фильм независимого датского режиссёра Марийна Паулза[англ.]
- «Теория Хаоса» (2019) — документально-игровой фильм Сергея Дебижева. Использованы фрагменты передачи «Директива Дугина».
- «Дом Дугина» (2019) — экспериментальный фильм московского медиахудожника Михаила Максимова[150][151].
- «Волк в лунном свете» (англ. The Wolf in the Moonlight) (2020) — документальный фильм-интервью бывшего британского дипломата Николаса Руни[152]
- «Дугин» (2023) — документальный фильм руководителя ЕСМ Евгения Балакина. Снят медиаплатформой «Консерватор» Антона Красовского[153].
- В фильме «Смуthи в портрете ин100грамма» (2015) персонаж Всеволода Емелина произносит фразу «Так это же то, что я не понял у Дугина».

## Основные труды

### Книги
- Пути абсолюта. — М., 1990
- Конспирология. — М.: Арктогея, РОФ «Евразия», 1992, 2005. — ISBN 5-85928-010-6, ISBN 5-902322-03-0
- Гиперборейская теория. — М.: Арктогея, 1993. — ISBN 5-85928-009-2
- Консервативная революция. —М., 1994
- Тамплиеры пролетариата. — М., 1996
- Мистерии Евразии. — М., 1996
- Метафизика благой вести. — М., 1996
- Основы геополитики. — М., 1997, 1999, 2000, 2001 (переведена на французский, румынский, сербский, грузинский, итальянский, испанский и английский языки)
- Абсолютная Родина. — М., 1999
- Наш путь. — М., 1999. — Евразийский путь. М., 2002
- Русская вещь. В 2 т. — М., 2001; 2006
- Эволюция парадигмальных оснований науки. — М., 2002[145]
- Философия традиционализма. — М., 2002. — (Лекции «Нового университета»)
- Основы евразийства. — М., 2002
- Проект «Евразия». — М., 2004
- Евразийская миссия Нурсултана Назарбаева. — М., 2004. — ISBN 978-5-902322-01-6
- Философия политики. — М., 2004
- Философия войны. — М., 2004
- Конспирология. — М., 2005
- Поп-культура и знаки времени. — М.: Амфора, 2005. — 496 с. — ISBN 5-94278-903-7
- Обществоведение для граждан новой России. — М., 2007. — ISBN 978-5-90359-03-2
- Геополитика постмодерна. — М.: Амфора, 2007. — 384 c. — ISBN 978-5-367-00616-2
- Знаки великого норда. Гиперборейская теория. — М.: Вече, 2008. — ISBN 978-5-9533-3352-8 (переиздание «Гиперборейской теории»)
- Постфилософия. — М., 2009
- Радикальный субъект и его дубль. — М., 2009
- Четвёртая политическая теория. — М.: Амфора, 2009
- Структурная социология. — М.: Академический проект, 2010
- Логос и мифос. Глубинное регионоведение. — М.: Академический проект, 2010
- Кризис: конец экономической теории. — М., 2010
- Мартин Хайдеггер: философия другого Начала. — М.: Академический проект, 2010
- Социология русского общества. Россия между Хаосом и Логосом. — М.: Академический проект, 2010
- Социология воображения. — М.: Академический проект, 2010
- Мартин Хайдеггер: возможность русской философии. — М.: Академический проект, 2011
- Археомодерн. — 2011
- Геополитика. — М.: Академический проект, 2011
- Этносоциология. — М.: Академический проект, 2011
- Социология геополитических процессов. — М., 2011
- Геополитика России. — М.: Академический проект, Гаудеамус, 2012. — 424 с. — (Gaudeamus). — 1000 экз. — ISBN 978-5-8291-1398-8, ISBN 978-5-98426-122-7
- Теория многополярного мира. — М., 2012
- В поисках тёмного Логоса. — М., 2012. — 516 с. — ISBN 978-5-8291-1426-8
- Международные отношения. Парадигмы, теория, социология. — М., Академический проект, 2014. — ISBN 978-5-8291-1659-0
- США и новый мировой порядок. — Vide, 2013 (в соавторстве с Олаво де Карвальо)
- Четвёртый путь. — М., 2014. — 683 с. — ISBN 978-5-8291-1625-5
- Мартин Хайдеггер. Последний бог. — М.: Академический проект, 2014. — 846 c. — ISBN 978-5-8291-1636-1
- Евразийский реванш России. — М.: Алгоритм, 2014. — 256 с. — ISBN 978-5-4438-0855-0
- Украина: моя война. Геополитический дневник. — 2015. — ISBN 978-5-227-05690-0
- Воображение. Философия, социология, структуры. — М., Академический проект, 2015. — ISBN 978-5-8291-1828-0
- Русская война. — М.: Алгоритм, 2015. — 272 с. — ISBN 978-5-09-067988-7-9
- Русский Логос — русский Хаос. Социология русского общества. — 2015. — ISBN 978-5-8291-1736-8
- Геополитика. Учебное пособие. — 2015. — ISBN 978-5-8291-1737-5
- Теория многополярного мира. Плюриверсум. Учебное пособие. — 2015. — ISBN 978-5-8291-1754-2
- Мартин Хайдеггер. Метаполитика. Эсхатология бытия. — М.: Академический проект, 2016. — ISBN 978-5-8291-1797-9
- Politica Aeterna. Политический платонизм и «Черное Просвещение» — М.: Академический проект, 2020. — ISBN 978-5-8291-2484-7
- Постфилософия. Три парадигмы в истории мысли — М.: Академический проект, 2020. — ISBN 978-5-8291-2489-2
- В поисках темного Логоса (философско-богословские очерки) — М.: Академический проект, 2021. — ISBN 978-5-8291-3865-3
- Интернальные Онтологии. Сакральная физика и опрокинутый мир — М.: Директмедиа Паблишинг, 2022. — ISBN 978-5-4499-3015-6
- Антикейменос. Эпистемологические войны. Боги чумы. Великое пробуждение. — М.: Академический проект, 2022. — ISBN 978-5-8291-3927-8
- Четвёртая Русь. Контргегемония. Русский концепт — М.: Академический проект, 2022. — ISBN 978-5-8291-3932-2
- В пространстве Великих снов (путешествия на край утра). Русская вещь-3 — М.: Академический проект, 2022. — ISBN 978-5-8291-3939-1
- Бытие и Империя. Онтология и эсхатология Вселенского Царства — М.: АСТ, 2023. — ISBN 978-5-17-151225-5
- Постфилософия. Три парадигмы в истории мысли — М.: Академический проект, 2023. — ISBN 978-5-8291-4110-3
- Четвёртый путь. Введение в четвёртую политическую теорию — М.: Академический проект, 2024. — ISBN 978-5-8291-4247-6
- Революция Дональда Трампа. Порядок Великих Держав — М.: Академический проект, 2025. — ISBN 978-5-8291-4375-6
- Десятый Интеллект и физика Воскресения — М.: Академический проект, 2025. — ISBN 978-5-8291-4349-7

Серия «Ноомахия»
1. Ноомахия: войны ума. Три Логоса: Аполлон, Дионис, Кибела. — М.: Академический проект, 2014. — 447 с. — ISBN 978-5-8291-1594-4
2. Ноомахия: войны ума. Цивилизации границ: Россия, американская цивилизация, семиты и их цивилизация, арабский Логос, туранский Логос. — М.: Академический проект, 2014. — 694 с. — ISBN 978-5-8291-1634-7
3. Ноомахия: войны ума. Логос Европы: средиземноморская цивилизация во времени и пространстве. — М.: Академический проект, 2014. — 530 с. — ISBN 978-5-8291-1633-0
4. Ноомахия: войны ума. По ту сторону Запада. Индоевропейские цивилизации: Иран, Индия. — М.: Академический проект, 2014. — 495 с. — ISBN 978-5-8291-1656-9
5. Ноомахия: войны ума. По ту сторону Запада. Китай, Япония, Африка, Океания. — М.: Академический проект, 2014. — 551 с. — ISBN 978-5-8291-1657-6
6. Ноомахия: войны ума. Германский Логос. Человек апофатический. — М.: Академический проект, 2015. — 639 с. — ISBN 978-5-8291-1772-6
7. Ноомахия: войны ума. Французский Логос. Орфей и Мелюзина. — М.: Академический проект, 2015. — 439 с. — ISBN 978-5-8291-1796-2
8. Ноомахия: войны ума. Англия или Британия? Морская миссия и позитивный субъект. — М.: Академический проект, 2015. — 595 с. — ISBN 978-5-8291-1795-5
9. Ноомахия: войны ума. Латинский логос. Солнце и крест. — М.: Академический проект, 2016. — 719 с. — ISBN 978-5-8291-1859-4
10. Ноомахия: войны ума. Эллинский логос. Долина истины. — М.: Академический проект, 2016. — 549 с. — ISBN 978-5-8291-1915-7
11. Ноомахия: войны ума. Византийский логос. Эллинизм и империя. — М.: Академический проект, 2016. — 510 с. — ISBN 978-5-8291-1916-4
12. Ноомахия: войны ума. Иранский Логос. Световая война и культура ожидания. — М.: Академический проект, 2016. — 479 с. — ISBN 978-5-8291-1933-1
13. Ноомахия: войны ума. Семиты, монотеизм Луны и Гештальт Ва’ала. — М.: Академический проект, 2017. — 614 с. — ISBN 978-5-8291-1966-9
14. Ноомахия: войны ума. Геософия: горизонты и цивилизации. — М.: Академический проект, 2017. — 476 с. — ISBN 978-5-8291-2009-2
15. Ноомахия: войны ума. Цивилизации границ. Цивилизация нового света(Америка). — М.: Академический проект, 2017. — 558 с. — ISBN 978-5-8291-2051-1
16. Ноомахия: войны ума. Логос Турана. Индоевропейская идеология вертикали. — М.: Академический проект, 2017. — 565 с. — ISBN 978-5-8291-2113-6
17. Ноомахия: войны ума. Жёлтый Дракон. Цивилизации Дальнего Востока. — М.: Академический проект, 2017. — 598 с. — ISBN 978-5-8291-2157-0
18. Ноомахия: войны ума. Логос Африки. Люди чёрного солнца. — М.: Академический проект, 2018. — 456 с. — ISBN 978-5-8291-2192-1
19. Ноомахия: войны ума. Океания. Вызов Воды. — М.: Академический проект, 2018. — 306 с. — ISBN 978-5-8291-2193-8
20. Ноомахия: войны ума. Неславянские горизонты Восточной Европы: Песнь упыря и голос глубин. — М.: Академический проект, 2018. — 615 с. — ISBN 978-5-8291-2292-8
21. Ноомахия: войны ума. Хамиты. Цивилизация африканского Норда. — М.: Академический проект, 2018. — 423 с. — ISBN 978-5-8291-2187-7
22. Ноомахия: войны ума. Восточная Европа. Славянский Логос. Балканская Навь и сарматский стиль. — М.: Академический проект, 2018. — 668 с. — ISBN 978-5-8291-2293-5
23. Ноомахия: войны ума. Русский Логос I. ЦАРСТВО ЗЕМЛИ Структура русской идентичности. — М.: Академический проект, 2019. — 959 с. — ISBN 978-5-8291-2388-8
24. Ноомахия: войны ума. Русский Логос II Русский историал Народ и государство в поисках субъекта. — М.: Академический проект, 2019. — 462 с. — ISBN 978-5-8291-2384-0
25. Ноомахия: войны ума. Образы русской мысли. Солнечный царь, блик Софии и Русь Подземная. — М.: Академический проект, 2020. — 980 с. — ISBN 978-5-8291-2499-1

#### Статьи
- Археомодерн. В поисках точки, где и модерн, и архаика ясны как парадигмы — «тотальное метафизическое резюме».
- Футурология как эсхатология [Текст] / А. Г. Дугин // Милый Ангел. — № 3. — М., 2000.
- Добаев И. П., Дугин А. Г. Геополитические трансформации в Кавказско-Каспийском регионе // Центральная Азия и Кавказ. — 2005. — № 5. — С. 90—99.
- «Четвертая группа крови» интервью Александра Дугина Александру Лазртскому «Опустошитель» №5 12.03.2012г.

### На иностранных языках
Английский
- A.Dugin Seminal writings, London, 3 v., 2000.
- Aleksandr Dugin, Martin Heidegger: The Philosophy of Another Beginning. Washington Summit Publishers, 2014. ISBN 978-1-59368-038-1
- Aleksandr Dugin. Putin vs Putin: Vladimir Putin Viewed from the Right, Arktos, 2015. ISBN 978-1-910524-12-1
- Alexander Dugin. The Fourth Political Theory, Arktos, 2012. ISBN 978-1-907166-56-3
- Alexander Dugin. Last War of the World-Island, Arktos, 2015. ISBN 978-1-910524-40-4
- Alexander Dugin. Eurasian Mission, Arktos, 2015. ISBN 978-1-910524-25-1
- Alexander Dugin. International Politics and the Eurasianist Vision, Facsimile Publisher, 2013. ISBN 978-9333321051
- Alexander Dugin. Ethnos and Society, Arktos, 2018. ISBN 978-1-912079-06-3
- Alexander Dugin. Political Platonism, Arktos, 2019. ISBN 978-1-912079-90-2
- Alexander Dugin. Ethnosociology, Arktos, 2019. ISBN 978-1-912975-00-6
- Alexander Dugin. The Theory of a Multipolar World, Arktos, 2020. ISBN 978-1-914208-17-1
- Alexander Dugin. The Great Awakening vs the Great Reset, Arktos, 2021. ISBN 978-1-914208-48-5
- Alexander Dugin. Templars of the Proletariat, Arktos, 2023. ISBN 978-1-915775-25-4
- Alexander Dugin. Nicholas Rooney. Talking to the Wolf: The Alexander Dugin Interviews, Arktos, 2023. ISBN 978-1-915755-56-8
- Alexander Dugin. The Trump Revolution, Arktos, 2025.

Немецкий
- Dugin Iskander Feisaliny jeopolitidgi, Beyruth, 2004.
- Alexander Dugin. Die Vierte Politische Theorie, Arktos, 2013. ISBN 978-1-907166-62-4
- Alexander Dugin. Konflikte der Zukunft. Die Rückkehr der Geopolitik., 2014. ISBN 978-3-88741-291-3
- Alexander Dugin. Baron Ungern von Sternberg — der letzte Kriegsgott. Junges Forum Nr. 7, 2007. ISBN 978-3-937129-32-7
- Alexander Dugin. Evola von Links: Metaphysisches Weltbild und antibürgerlicher Geist, Regin-Verlag, 2006. ISBN 978-3-937129-27-3

Французский
- Alexandre Douguin. L’Empire soviétique et les nationalismes à l’époque de la pérestroïka, in XXX, Nation et Empire, GRECE, 1991.
- Alexandre Douguin. Le prophète de l’eurasisme, Avatar Éditions, 2006. ISBN 978-0-9544652-7-8
- Alexandre Douguin. La grande guerre des continents, Avatar Éditions, 2006. ISBN 978-0-9544652-6-1
- Alexandre Douguin, Alain de Benoist. L’Appel de L’Eurasie, Avatar Editions, 2013. ISBN 978-1-907847-18-9
- Alexandre Douguin. La Quatrième théorie politique: La Russie et les idées politiques au XXIème siècle, Ars Magna, 2016. ISBN 978-2-912164-84-1
- Alexandre Douguin. Pour une Theorie du Monde Multipolaire, Ars Magna, 2016. ISBN 978-2-912164-85-8

Итальянский
- Alexander Dugin. Continente Russia. Milano, 1991;
- Dughin A. Continente Russia. Parma, 1992
- Dughin A. Rivoluzione Conservatrice in Russia, Roma, 2005.
- Dughin A. Rusia. Misterio de Eurasia. Madrid, 1992.
- Alexander Dugin. Eurasia. La rivoluzione conservatrice in Russia, Pagine, 2015. ISBN 978-8875574574
- Alexander Dugin, Aleksandr Benoist. Eurasia, Vladimir Putin e la grande politica, Controcorrente, 2014. ISBN 978-8898000036
- Alexander Dugin. Russia segreta, Edizioni all’insegna del veltro, 2013. ASIN B00DW22LEQ
- Alexander Dugin. Noomachìa — Rivolta contro il mondo postmoderno, 2020. ISBN 978-8898809615

Испанский
- Alexander Dugin. «Rusica/ Misterio de Eurasia». Madrid, 1990
- Geopolítica Existencial. Conferencias en Argentina. Tarragona, 2018
- Geopolítica Existencial. Conferencias en Argentina 2. Tarragona, 2019
- Eurasia y el eurasianismo: Entre Oriente y Occidente. Tarragona, 2020
- Geopolítica del Espíritu: Introducción a la Noomajía. Tarragona, 2020

Португальский
- Alexander Dugin. Teoria do Mundo Multipolar, IAEG, 2012. ASIN B01FKTSRXM
- Alexander Dugin. Geopolitica da Russia Contemporanea, CreateSpace Independent Publishing Platform, 2015. ISBN 978-1-5186-1039-4
- Alexander Dugin. A Grande Guerra dos Continentes, Antagonista Editora, 2011. ASIN B004YR14WS
- Alexander Dugin. Eurasianismo: Ensaios Selecionados, Zarinha Centro Cultura, 2012. ISBN 978-8599972137
- Alexandre Dugin, Olavo de Carvalho. Os Eua e a Nova Ordem Mundial, VIDE Editorial, 2013. ASIN B00GTQ49GU
- Aleksandr Dugin, Antonio Bessa, Sonia Sebastiao. Finis Mundi: A Ultima Cultura #6, Instituto de Altos Estudos em Geopolitica e Ciencias Auxiliares, 2013. ASIN B00B9AS9FS

Сербский
- Dugin A. Nova Hyperboreyska Revelyatsiya, Beograd, 1999.
- Dugin A. Conspirologiya, Beograd, 2001.
- Dugin A. Osnove geopolitike, Beograd, 2004.

Турецкий
- Dugin A. Rus jeopolitigi avrasyaci yaklasim. Ankara, 2003.
- Dugin A. Moska-Ankara aksiaynin, Istanbul, 2007.
- Dugin A. Misyonin avrasyagilik Nursultanain Nazarbaevin, Ankara, 2006.

### Перформансы
- FINIS MUNDI — Цикл театрализованных музыкально-философских постановок, шедших в 1997—1998 года на Радио 101. Часовые выпуски были посвящены популяризации как европейских, так и русских философов и поэтов:
  - Фридрих Ницше[154]
  - Карл Хаусхофер[155]
  - Жан Бьес[156]
  - Лотреамон[157]
  - Жан Рей[158]
  - Барон Унгерн[159]
  - Густав Майринк[160]
  - Жан Парвулеско[161]
  - Герман Вирт[162]
  - Рене Генон[163]
  - Юлиус Эвола[164]
  - Мирча Элиаде[165]
  - Ги Дебор[166]
  - Архимандрит Киприан[167]
  - Петр Савицкий[168]
  - Николай Клюев[169]
  - Борис Савинков[170]
- «Богема против НАТО (1999)»[171] — видео-арт перформанс с участием ноиз-исполнителей CISFINITUM, Алексея Борисова, Павла Жагуна и арт-группы «Север».
- Barbarossa Umtrunk — Tagebuch eines Krieges (2005—2015)[172] — музыкальный альбом в стиле индастриал и дарк-эмбиент, вышедший на немецком лэйбле SkullLine.